# Suphakorn Sangtham
Suphakorn Sangtham (thailändisch ศุภกร แสงธรรม; * 31. Januar 2004) ist ein thailändischer Fußballspieler.

## Karriere
Suphakorn Sangtham erlernte das Fußballspielen in der Jugend vom Pattaya United FC. Seinen ersten Vertrag unterschrieb er am 1. September 2023 in Chanthaburi beim Zweitligisten Chanthaburi FC. Hier kam er jedoch bis Jahresende nicht zum Einsatz. Anfang Januar 2024 kehrte er nach Pattaya zurück. Hier schloss er sich seinem Jugendverein Pattaya United an. Sein Zweitligadebüt gab Sangtham am 20. April 2024 (32. Spieltag) im Heimspiel gegen seinen ehemaligen Verein Chanthaburi FC. Bei dem 3:1-Erfolg stand er in der Startelf und spielte die kompletten 90 Minuten.